# Maison de la culture Claude-Léveillée
La Maison de la culture Claude-Léveillée est l'une des maisons de la culture de Montréal desservant l'arrondissement de Villeray–Saint-Michel–Parc-Extension, à Montréal, au Québec. Elle est administrée par la Ville de Montréal dont la principale mission est d’assurer la diffusion d’événements culturels gratuitement, ou moyennant des coûts minimes, à la population.
La maison de la culture est située sur la rue Jean-Talon Est entre les rues Boyer et Saint-André, précisément dans le quartier Villeray. Elle porte antérieurement le nom de Maison de la culture Villeray–Saint-Michel–Parc-Extension.

## Installations
En 2005, la Ville de Montréal annonce l'investissement de trois millions de dollars pour la création de la Maison de la culture Villeray–Saint-Michel–Parc-Extension dans les installations du centre Jean-Marie-Gauvreau qui seront éventuellement réaménagées à cette fin. Constituée en 2007, la maison de la culture comprend une salle de spectacle de 415 places (Auditorium Le Prévost), une salle d’exposition et une salle polyvalente.
Après plusieurs années, la nouvelle maison de la culture Claude-Léveillée, aménagée au rez-de-chaussée du centre Jean-Marie-Gauvreau situé au 911, rue Jean-Talon Est, sera finalement inaugurée le 21 février 2018. Elle regroupe sous un même toit des espaces de diffusion pour différentes formes d’art et des locaux consacrés à la médiation culturelle. Cette installation culturelle est notamment dotée d’une salle de spectacle de 260 places, d’une salle d’exposition de 220 m2, d'une salle d’animation de 60 m2 et d'un espace hommage spécialement consacré au chanteur, compositeur, musicien et comédien Claude Léveillée, natif du quartier de Villeray. 
L'auditorium Le Prévost ne sera donc plus utilisé par la maison de la culture pour la présentation de spectacles. 

## Programmation et événements
Cette section est promotionnelle ou publicitaire (janvier 2024). Considérez son contenu avec précaution et/ou discutez-en.
Avec sa programmation riche et diversifiée, la maison de la culture Claude-Léveillée est plus que jamais votre passeport pour la découverte des arts et de la culture. Musique, danse, théâtre, cinéma, arts visuels et bien d’autres s’inscrivent à l’agenda, saison après saison. La maison de la culture organise plus de 150 activités de diffusion culturelle par année incluant quelques expositions en arts visuels, en plus des nombreux spectacles et activités de médiation culturelle du programme Hors les murs de l’arrondissement.
En tout temps, l’entrée est gratuite pour tous les événements présentés par la maison de la culture. Des laissez-passer sont nécessaires pour assister aux représentations prévues à la salle de spectacle du 911, rue Jean-Talon Est. Par contre, ils ne sont pas nécessaires pour les spectacles présentés à la salle de diffusion de Parc-Extension. Les laissez-passer sont offerts dans les bibliothèques et au bureau administratif de la maison de la culture Claude-Léveillée 14 jours avant l’activité annoncée, sur présentation d’une preuve de résidence.

## Sources
- Maison de la culture Claude-Léveillée